# Natalya Igorevna Seleznova
Natalya Igorevna Seleznova (tiếng Nga: Ната́лья И́горевна Селезнёва; sinh ngày 19 tháng 6 năm 1945), là một nữ diễn viên điện ảnh và sân khấu người Liên Xô cũ và Nga ngày nay.

## Tiểu sử
Bà được lên sân khấu lần đầu năm 6 tuổi, tham gia diễn xuất trong các vở kịch của Nhà hát Hồng quân Liên Xô. Tác phẩm điện ảnh tiêu biểu của bà bao gồm các vai diễn trong các bộ phim hài của đạo diễn Leonid Gaidai, chẳng hạn như Kế hoạch «Y» và những cuộc phiêu lưu khác của Shurik và Ivan Vasilyevich đổi nghề.

## Giải thưởng và vinh danh
- Nghệ sĩ Danh dự CHXHCNLB Nga (30 tháng 9 năm 1981)
- Nghệ sĩ nhân dân Liên bang Nga (2 tháng 5 năm 1996)
- Huân chương Hữu nghị (1 tháng 12 năm 2006)[1]
- Huân chương Danh dự (Liên bang Nga) (16 tháng 7 năm 2015)[2]

## Sự nghiệp đóng phim
| Năm       | Tựa phim                                                           | Vai                                               | Chú thích             |
| --------- | ------------------------------------------------------------------ | ------------------------------------------------- | --------------------- |
| 1953      | Alyosha Ptitsyn Grows Up                                           | Sashenka                                          |                       |
| 1956      | The Girl and the Crocodile                                         | Katya Pastushkova                                 |                       |
| 1961      | Alenka                                                             | Elizabeta, sister Nyury                           |                       |
| 1965      | Operation Y and Shurik's Other Adventures (segment "Navazhdeniye") | Lida, student at the Polytechnic Institute        |                       |
| 1966      | Sasha-Sashenka                                                     | Sasha Krylova, painter                            |                       |
| 1966      | Who invented the wheel?                                            | Zoyka                                             |                       |
| 1967      | I Loved You                                                        | Lidia Nikolayevna                                 |                       |
| 1969      | Caliph-Stork                                                       | princess                                          | Phim truyền hình      |
| 1969-1981 | The 13 Chairs Pub                                                  | Pani Katarina                                     | Phim dài tập          |
| 1970      | Adventures of the Yellow Suitcase                                  | Petya's mother                                    |                       |
| 1970      | As we were looking Tishka                                          | nursery-governess                                 |                       |
| 1972      | Dot, dot, comma ...                                                | district doctor                                   |                       |
| 1973      | Ivan Vasilievich: Back to the Future                               | Zinaida Mikhaylovna Timofeyeva                    |                       |
| 1974      | One of the lads                                                    | Alya Malysheva                                    |                       |
| 1975      | It Can't Be!                                                       | Anatoly's wife                                    |                       |
| 1978      | In streets of dresser were taken ...                               | Driver's fellow-traveller                         |                       |
| 1979      | The Theme                                                          | Svetlana, Yesenin's disciple                      |                       |
| 1979      | Adventure Nuki                                                     | mama Alyoshi                                      |                       |
| 1979      | Seller birds                                                       | Countess                                          | Phim truyền hình      |
| 1981      | Caliph-Stork                                                       | Stork (voice)                                     | Phim ngắn truyền hình |
| 1982      | Simply Awful!                                                      | Car repair worker                                 |                       |
| 1982      | Take care of men!                                                  | Alla, a colleague and a friend of Martha Petrovna |                       |
| 1985      | City of brides                                                     |                                                   |                       |
| 1995      | House                                                              |                                                   | Phim nhiều tập        |
| 1997      | Old songs 2                                                        |                                                   | Điện ảnh truyền hình  |
| 1998      | Old songs 3                                                        | Zinaida Mikhailovna                               | Điện ảnh truyền hình  |
| 1998      | Diva Mary                                                          | Inna                                              |                       |
| 1998      | Attorney Jubilee                                                   | neighbor, Attorney                                |                       |
| 2000      | Agent in mini skirt                                                | Natalya Ivanovna                                  |                       |
| 2006      | You will not leave me                                              | mother Vera                                       |                       |
| 2008      | Swell mob                                                          | Aunt Sima, a neighbor Yuliya                      | Điện ảnh truyền hình  |